# Jürgen Glaesemer
Jürgen Glaesemer (* 14. August 1939 in München; † 5. Mai 1988 in Bern) war ein deutscher Kunsthistoriker und Kurator.

## Leben
Jürgen Glaesemer wuchs in Lenggries (Oberbayern) auf. In Basel und Zürich studierte er Kunstgeschichte, Germanistik und Klassische Archäologie und schrieb bei Gotthard Jedlicka und Emil Maurer seine Dissertation über den Berner Maler des 17. Jahrhunderts, Joseph Werner. Ab 1971 wohnte er in Bern und arbeitete zuerst am Historischen Museum, wechselte danach ans Kunstmuseum Bern, wo er 1972 Kustos der Paul-Klee-Stiftung wurde. 1977 wurde er Konservator der Graphischen Sammlung und Kurator der Paul-Klee-Stiftung. 
Glaesemer verfasste eine grosse Anzahl an Texten in Katalogen, Zeitschriften und Sammelkatalogen, besonders zu den beiden Künstlern Klee und Wölfli. Aus seiner wissenschaftlichen Arbeit für die Klee-Stiftung resultierten vier umfassende, kommentierende Katalogbände. Als Ausstellungsorganisator war er bald international bekannt. Er kuratierte viele Ausstellungen mit Gegenwartskünstlern und verhalf dem Kunstmuseum so zu bedeutenden Werkgruppen oder Einzelwerken. Er organisierte für das Kunstmuseum Bern auch Performances, Konzerte und Kolloquien.
Jürgen Glaesemer starb nach schwerer Krankheit mit 49 Jahren in Bern.

## Ausstellungen (Auswahl)
- Berner Maler vom Barock bis zum Biedermeier: Künstlerbildnisse, Aquarelle und Handzeichnungen. Schloss Oberhofen, 1970
- Paul Klee. Das zeichnerische Werk von den Anfängen bis 1920, Kunstmuseum Bern, 1973
- Adolf Wölfli. Wanderausstellung in Zusammenarbeit mit Elka Spoerri: Kunstmuseum Bern, danach: Hannover; Stuttgart; Stockholm; Amsterdam; Bruxelles; Köln; Wien; Graz; Cambridge, Mass.; Chicago; Des Moines, Iowa; London; Paris. 1976–1980 (Kat.)
- Louis Moilliet und seine Malerfreunde Paul Klee und August Macke. Kunstmuseum Bern, 1977
- Markus Raetz, Zeichnungen bis 1976. Kunstmuseum Bern, 1977–1978 und Kunsthalle Bern, 1977 (Kat.)
- Jean-Frédéric Schnyder: Apocalypso. Kunstmuseum Bern, 1978
- Sammlung Justin Thannhauser. Kunstmuseum Bern, 1978 (Kat.)
- Patti Smith. Zeichnungen 1968–1978. Kunstmuseum Bern, 1979
- Paul Klee. Das Spätwerk 1937–1940. Kunstmuseum Bern, 1979
- Urs Lüthi. Bilder 1977–1980. Ausst. in Zusammenarbeit mit Hans Christoph von Tavel, 1981 (Kat.)
- Der junge Picasso, Frühwerk und blaue Periode. Kunstmuseum Bern, 1984–1985 (Kat.)
- Traum und Wahrheit. Deutsche Romantik aus Museen der Deutschen Demokratischen Republik. Kunstmuseum Bern, 1985 (Kat.)
- Alois Köchl: Zeichnung. Kunstmuseum Bern, 1986 (Kat.)
- Chema Cobo. Bilder vom Land aus Asche. Kunstmuseum Bern, 1986 (Kat.)
- Die Gleichzeitigkeit des Anderen. Kunstmuseum Bern, 1987 (Kat.)
- Zwitschermaschine. Paul Klee. Leben und Werk. Museum of Modern Art, New York, 1987, Cleveland Museum of Art, 1987 und im Kunstmuseum Bern, 1987–1988 (Kat.)

## Schriften (Auswahl)
- Joseph Werner, 1637–1710. Diss., Zürich, 1973
- Paul Klee. Handzeichnungen I. Kindheit bis 1920. Bern, 1973
- Paul Klee. Handzeichnungen II. 1921–1936. Bern 1984
- Paul Klee. Handzeichnungen III. 1937–1940. Bern 1979
- Paul Klee. Das graphische und plastische Werk. Bern und München 1974
- Paul Klee. Die farbigen Werke im Kunstmuseum Bern. Bern 1976
- Paul Klee. Beiträge zur bildnerischen Formlehre. Faksimilierte Ausgabe des Originalmanuskripts von Paul Klees erstem Vortragszyklus am staatlichen Bauhaus Weimar 1921/22. Basel 1979
- Das Beobachten des Beobachtens. Markus Raetz. Zeichnungen. Kunsthalle und Kunstmuseum Bern, 1977
- Adolf Wölfli: Zeichnungen 1904–1906. Red.: Elka Spoerri und Jürgen Glaesemer, Stuttgart 1987

## Texte (Auswahl)
- Markus Raetz: Wie Erfindungen vom Fleck kommen. In: Parkett Kunstzeitschrift Nr. 8, Zürich 1986